# Зігмунд Габрієль
Зиґмунд Габріель (7 листопада 1851, Берлін — 22 березня 1924, Берлін) — німецький хімік.

## Життя і творчість
Зігмунд Габріель вивчав хімію та здобув ступінь доктора в Гейдельберзі в 1874 році під керівництвом Роберта Вільгельма Бунзена. До 1921 року він був професором Берлінського університету, де досліджував хімію численних органічних сполук азоту. Ось як він виявив, серед іншого, замикання кільця 2-брометиламіну до етиленіміну, вперше синтезував піримідин, а в 1887 році розробив синтез первинних алкіламінів із галогеналканів за Габріелем, названий на його честь Синтез Габрієля. У 1888 році він був обраний членом Leopoldina. На його честь названо перегрупування Габріеля-Колмана, відкрите в 1900 році, і синтез Робінсона-Габріеля.